# 中国3D电视试验频道
中国3D电视试验频道，是中国首个3D立体电视頻道，其3D格式為左右格式，2012年開始在中国大陆試播，由中国中央电视台、北京广播电视台、天津广播电视台、上海广播电视台、江苏省广播电视总台和深圳广播电影电视集团6家单位联合开办。各电视台分栏目制作3D电视节目，由中央电视台统一播出，采用卫星通道加密传输，在全国各地有线数字电视网络的基本频道中传送。2018年7月30日凌晨零时，该频道终止播映，播映的最后一个电视节目为由深圳广播电影电视集团制作的《精彩星之梦》。中国3D电视试验频道于2018年10月1日置换为央视4K超高清频道。

## 收看条件
收看3D频道的用户，需要同时配备3D高清电视机、3D眼镜和高清数字电视机顶盒。

## 节目
按照国家新闻出版广电总局的工作部署，中国3D电视试验频道于2012年元旦试播，2012年春节正式播出，每天播出时间为10:30-24:00，首播4.5小时，每天重播两次，共播出13.5小时。春节后，还会增加中国中央电视台和有关省级电视台春节联欢晚会、3D电影、3D动画片和3D体育赛事等节目。夏季奥林匹克运动会等奥运赛事也会安排有3D信号转播。

### 首播节目（除大型晚会外）
此为停播前的最新节目表。
| 时间   | 19:30  | 20:00    | 20:30         | 21:00      | 21:30      | 22:00      | 22:30      | 23:00      | 23:30      |
| ------ | ------ | -------- | ------------- | ---------- | ---------- | ---------- | ---------- | ---------- | ---------- |
| 星期一 | 3D乐园 | 万家灯火 | 3D风尚/3D发现 | 立体观天下 | 立体观天下 | 天涯共此时 | 天涯共此时 | 3D上海时段 | 3D上海时段 |
| 星期二 | 3D乐园 | 万家灯火 | 3D风尚/3D发现 | 立体观天下 | 立体观天下 | 天涯共此时 | 天涯共此时 | 3D上海时段 | 3D上海时段 |
| 星期三 | 3D乐园 | 万家灯火 | 3D风尚/3D发现 | 立体观天下 | 立体观天下 | 天涯共此时 | 天涯共此时 | 3D上海时段 | 3D上海时段 |
| 星期四 | 3D乐园 | 万家灯火 | 3D风尚/3D发现 | 立体观天下 | 立体观天下 | 天涯共此时 | 天涯共此时 | 3D上海时段 | 3D上海时段 |
| 星期五 | 3D乐园 | 万家灯火 | 3D风尚/3D发现 | 立体观天下 | 立体观天下 | 天涯共此时 | 天涯共此时 | 3D上海时段 | 3D上海时段 |
| 星期六 | 3D乐园 | 万家灯火 | 3D风尚/3D发现 | 立体观天下 | 立体观天下 | 天涯共此时 | 天涯共此时 | 3D上海时段 | 3D上海时段 |
| 星期日 | 3D乐园 | 万家灯火 | 3D风尚/3D发现 | 立体观天下 | 立体观天下 | 天涯共此时 | 天涯共此时 | 3D上海时段 | 3D上海时段 |

| 天津广播电视台制作 | 江苏省广播电视总台制作 | 深圳广播电影电视集团制作 | 中国中央电视台制作 | 北京电视台制作 | 上海广播电视台制作 |